# 外灘畫報
《外灘畫報》是2002年由上海文藝出版總社於中國上海地區發行的一份綜合性新聞週報，2011年轉型為週刊雜誌，2015年宣告停刊。

## 雜誌簡介
創立於2002年11月1日的《外灘畫報》從最初的一疊，到2005年徐沪生擔任副總編輯增加為二疊，一叠新闻、一叠时尚。2011年改版為雜誌開本，以原創報導、人物專訪為重點，集結旗下300多位記者直接與國內外知名人士訪談，文章內容涵蓋政治、社會、文化、 藝術、體育、潮流、時尚等內容。

## 歷任總編
- 陈岚尼（2002－2005）
- 徐滬生（2005－2013）
- 田健东（2013－2015）

## 時間年表
- 2002年11月1日：由上海文藝出版總社創辦的《外灘畫報》正式出版。
- 2005年：文藝出版總社將《外灘畫報》易主給文匯新民聯合報業集團[4]。
- 2013年：隶属于整合后的上海報業集團。
- 2015年12月15日：《外灘畫報》在新浪微博公開第673期主題[5]，刊物封面右下角標示「告讀者：《外灘畫報》將於2016年起休刊」，停止紙本雜誌發行轉戰新媒體發展[6]。

## 引用來源
1. ↑  . 媒體資源網. 2014年2月13日  [2016年1月8日]. （原始内容存档于2014年7月26日） （中文（中国大陆））. 參照的相關原文
2. ↑  許哲寧. . 雜誌上癮俱樂部. 2016年1月8日  [2016年1月8日] （中文（臺灣））. 2002年於上海創立的《#外滩画报》本期宣告休刊，從報刊轉型雜誌，組織專業記者群，深入報導全球新聞事件，從伊拉克前線到中國各省文化，近年則是貼近時尚、藝術、生活議題，究竟未來紙本媒體的路怎麼走？
3. ↑  河西. . 澎湃新闻. 2015年12月18日  [2016年1月8日]. （原始内容存档于2016年3月4日） （中文（中国大陆））. 2005年，徐沪生入主《外滩画报》任副总编辑，实际主管编辑内容。从最初《外滩画报》创刊时的一叠发展为二叠，一叠新闻，一叠时尚，《外滩画报》正式进入发展的第二阶段，主要是依托上海国际大城市的背景，以大牌名人的独家专访吸引广告客户的注意，时尚腔调、国际视野，版式上模仿的是邵忠办的《周末画报》，但是明显比之更有深度，更多独家大牌专访，更有看头。
4. ↑  梁瑤. . 文匯報. 2012年1月4日  [2016年1月8日]. （原始内容存档于2016年3月4日） （中文（中国大陆））. 2005年，文藝出版社像甩燙手山芋一樣，把這份前景堪憂的報紙給了文匯新民報業集團，由一家背景實力雄厚的香港公司作為投資商。新公司為其注入香港資金，也帶來了香港報業的效率。
5. ↑  外滩传媒. . 新浪微博. 2015年12月15日  [2016年1月8日] （中文（中国大陆））. 在本期封面专题中，我们向大家推荐100本小众杂志，内容覆盖时装、生活方式、艺术设计以及人文精神。这些杂志是一种标杆：不用刻意迎合、不需迫切转型。这些勇敢的杂志创办人精神，也值得我们借鉴。
6. ↑  饶丹. . 新华网. 2016年1月4日  [2016年1月8日]. （原始内容存档于2016年1月8日） （中文（中国大陆））. 当《外滩画报》关张的消息传出，行业内一片哗然，我们不禁唏嘘感叹传统媒体行业的落寞与无奈。《外滩画报》创刊于2002年，2011年起改版为杂志，到宣告2016年起正式休刊，《外滩画报》共发布673期，曾号称是中国社会精英的首选周报读物。然而休刊不代表着终结。以《100本小众杂志探索未来纸媒的可能性》为标题的最后一期杂志，似乎也表明了它转战新媒体的战场的决心。

## 外部連結
- 《外灘畫報》的官方網站（页面存档备份，存于）
- 外灘畫報的新浪微博